# 金屋上司古墳
金屋上司古墳（かなやじょうしこふん、上司古墳）は、京都府与謝郡与謝野町金屋にある古墳。形状は方墳（または円墳）。与謝野町指定史跡に指定されている。

## 概要
京都府北部、加悦谷南部の野田川西岸丘陵の先端部に築造された古墳である。1999年（平成11年）に発掘調査が実施されている。
墳形は方形（または円形）で、一辺13メートル×12メートル、高さ4.1メートルを測る。墳丘外表では1重1段の外護列石が認められる。また墳丘周囲には2重の周溝が巡らされ、内側溝は幅0.3メートル・深さ0.1メートル、外側溝は幅0.5メートル・深さ0.08メートルを測る。埋葬施設は無袖式の横穴式石室で、南東方向に開口する。石室内は盗掘に遭っており、調査ではわずかに須恵器片が検出されている。
築造時期は、古墳時代後期-終末期の6世紀末-7世紀初頭（TK209型式併行期）頃と推定される。丹後地方では最終段階（最新段階）の古墳の1つとして位置づけられ、7世紀に丹後半島全体で横穴式石室古墳の数が減少するなかで大型古墳として築造された点、千原2号墳・上野2号墳等の首長墓と同様の方形墳丘を採用する点で特色を示し、野田川西岸域の勢力の台頭を示唆する点で重要視される古墳になる。
古墳域は1968年（昭和43年）に旧加悦町指定史跡（与謝野町指定史跡）に指定されている。

## 遺跡歴
- 1968年（昭和43年）7月19日、旧加悦町指定史跡に指定（現在は与謝野町指定史跡）。
- 1999年（平成11年）、発掘調査（奈良女子大学、2001年に報告書刊行）。

## 埋葬施設

石室俯瞰図

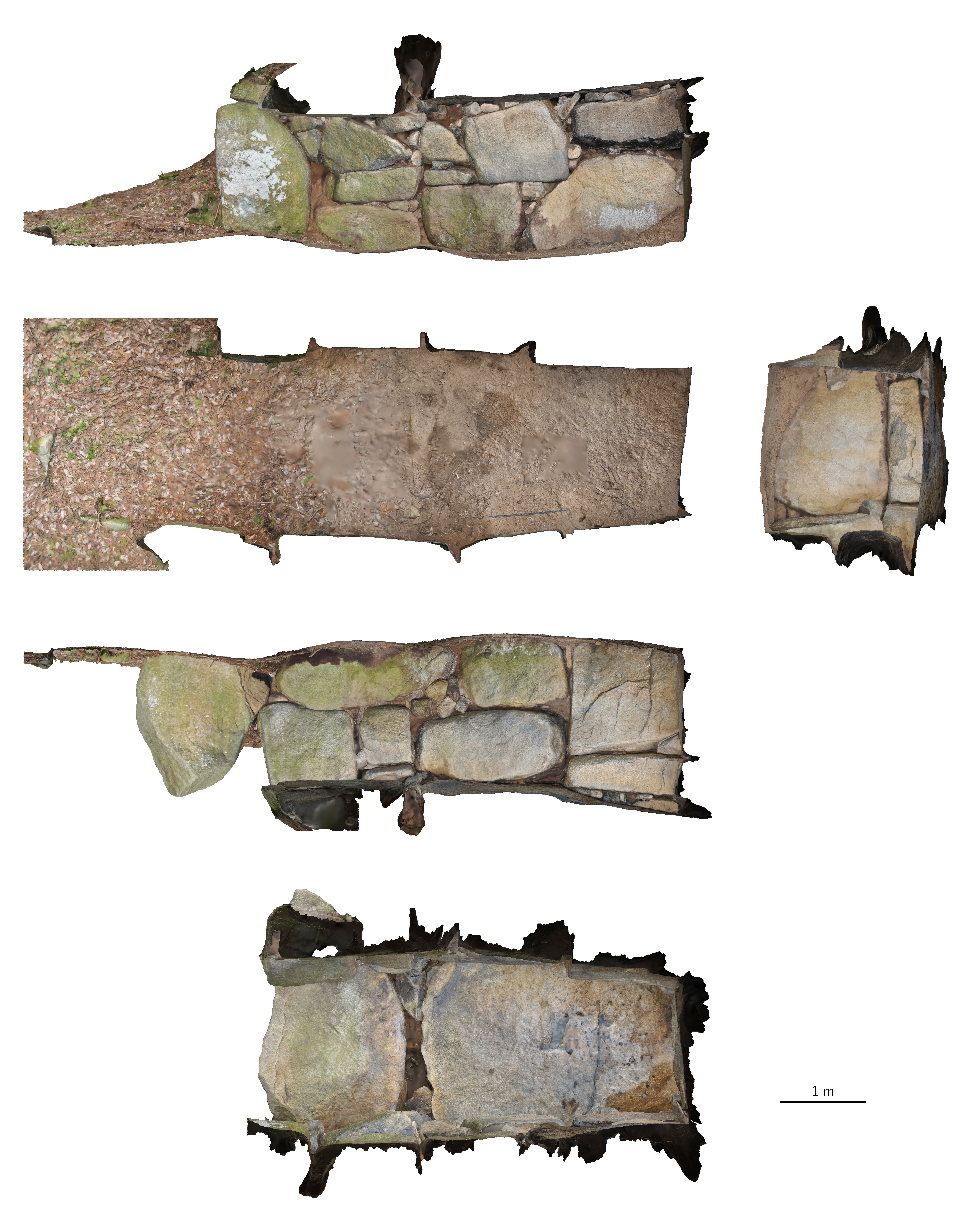
石室展開図

埋葬施設としては無袖式横穴式石室が構築されており、南東方向に開口する。石室の規模は次の通り。
- 石室全長：7.9メートル
- 玄室：長さ4.8-4.9メートル、幅1.95メートル（奥壁）・2.1メートル（玄門）、高さ2メートル

奥壁は2段積みで、大型石材を横積みした上にやや小型の石材を平積みする。側壁は、左右とも基底石は3石で、基本的に2段積みを指向する。玄室の天井石は2枚。玄室・羨道の境には柱状の石材を縦積みする。

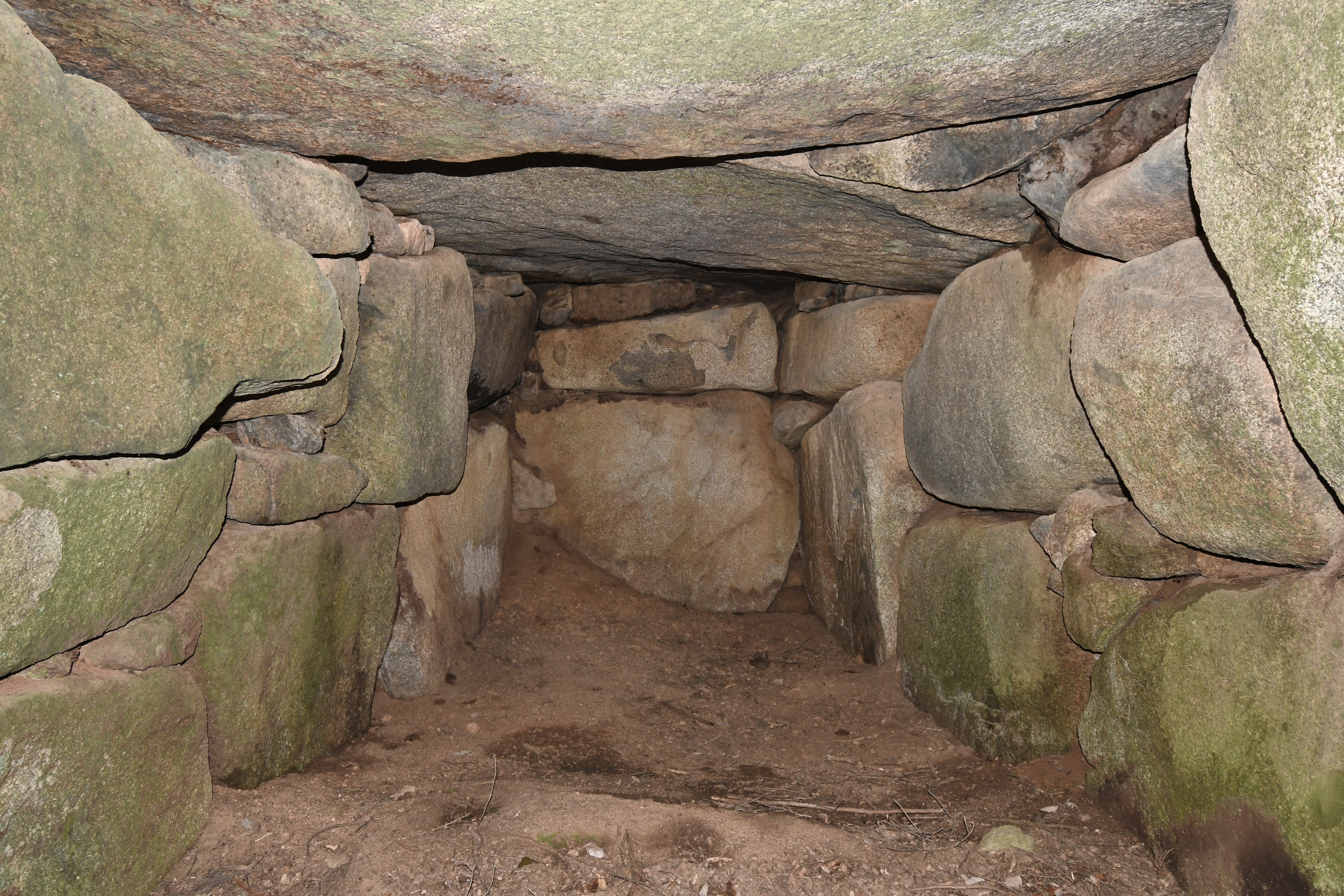
石室内部（奥壁方向）
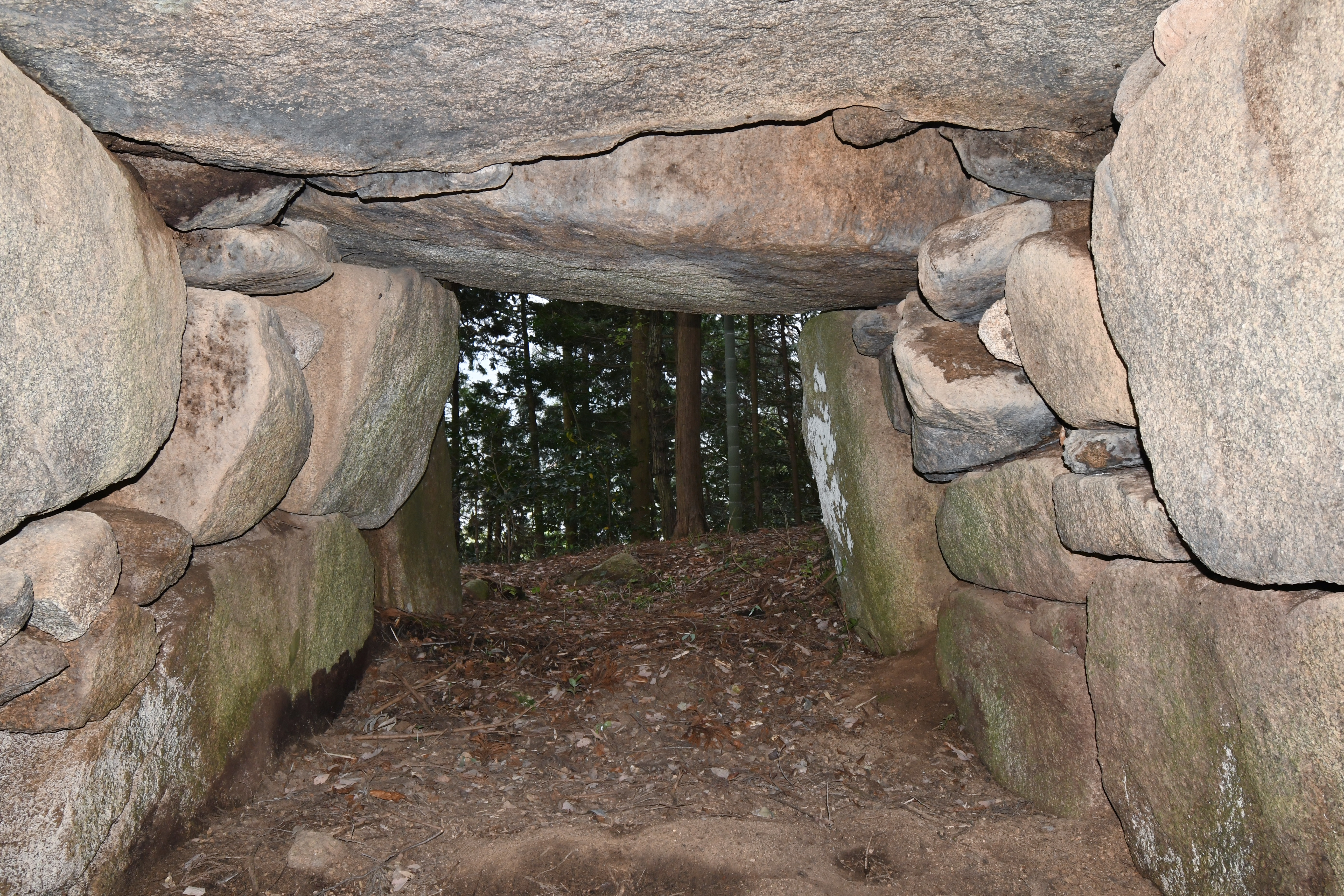
石室内部（開口部方向）
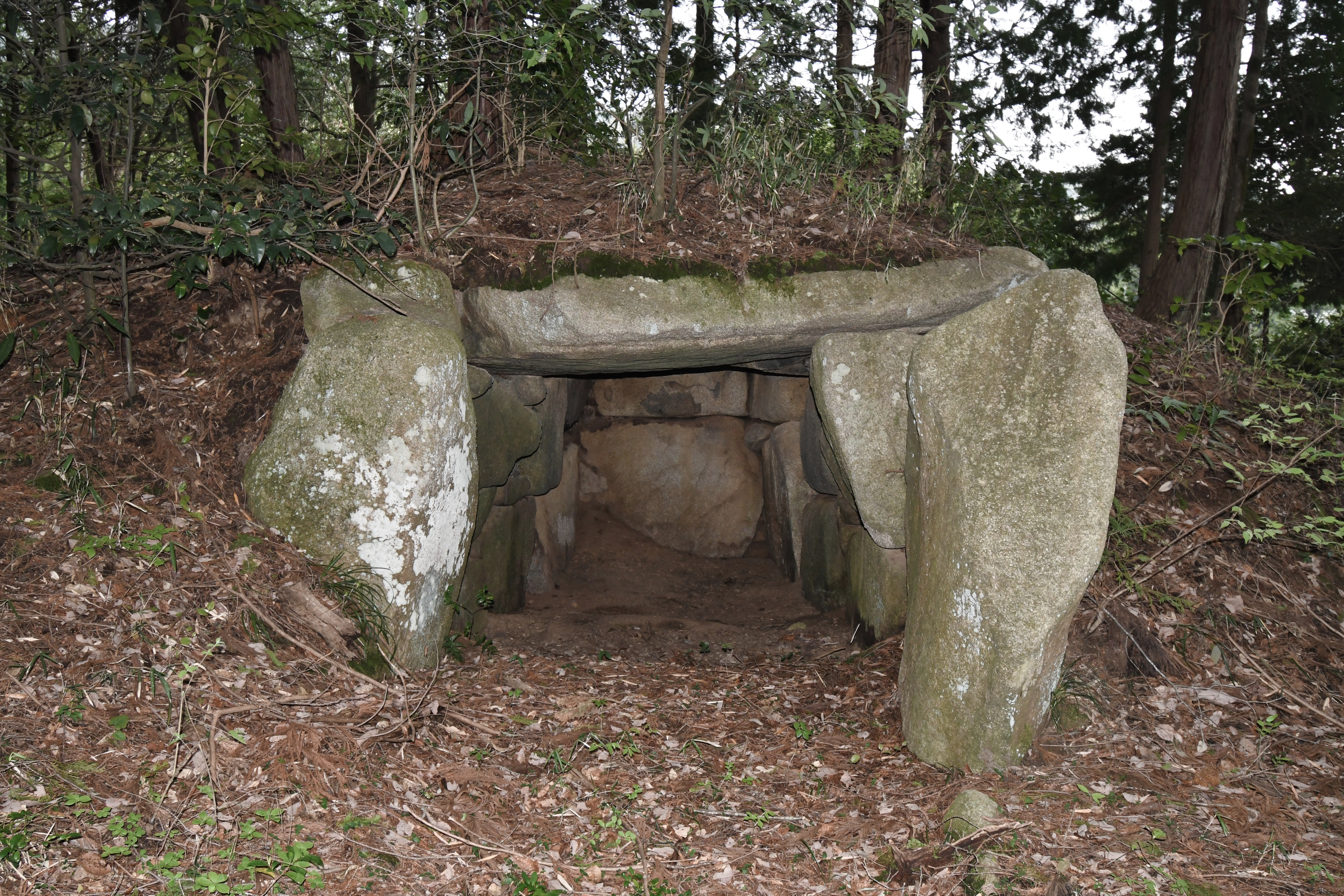
開口部

## 文化財

### 与謝野町指定文化財
- 史跡
  - 金屋上司古墳 - 1968年（昭和43年）7月19日指定。

## 関連文献
（記事執筆に使用していない関連文献）
- 『金屋上司古墳発掘調査報告書』奈良女子大学文学部古代文化地域学講座〈奈良女子大学考古学研究報告2〉、2001年。